# Mârzănești
Mârzăneşti é uma comuna romena localizada no distrito de Teleorman, na região de Muntênia. A comuna possui uma área de 88.20 km² e sua população era de 4149 habitantes segundo o censo de 2007.